# Birgitta Ara
Majlis Birgitta Ara, född Juslin den 7 augusti 1934 i Helsingfors, död 8 mars 2025, var en finlandssvensk skulptör. Hon var halvsyster till författaren Agneta Ara.
Ara genomgick Konstindustriella läroverket 1952–1955, École Nationale Supérieure des Métiers d'Arts et Arts Appliquées i Paris 1972–1974 och idkade teaterstudier vid René Simons skola i Paris 1956–1959. Hon verkade under sitt flicknamn Birgitta Juslin (efter sin mor) som internationell fotomodell i 15 år innan hon i början av 1970-talet helt övergick till bildkonsten.
Hon blev känd för sina sensuella kvinnofigurer och abstrakta skulpturer och reliefer i patinerad brons eller omsorgsfullt behandlade marmorytor samt skickliga materialkombinationer. Hon utformade även smycken och porträttskulpturer, bland annat ett porträtt av president Martti Ahtisaari som tillkom 1996.
2009 utkom en biografi över Ara: En välsignad nyfikenhet, skriven av journalisten Mardy Lindqvist.